# مزرعه برکه
مزرعه برکه یک منطقهٔ مسکونی در ایران است که در دهستان نورعلی بیک واقع شده‌است.